# رودخانه قلچق
پرآب‌ترین رودخانه واقع در شهرستان شیروان استان خراسان شمالی است.

## سرچشمه
سرچشمه این رودخانه پرآب که در سمت شمال شهر شیروان و مسیر آن از شمال به جنوب است از کوه‌زکریا، گلیل، دامنه جنوب کوه سرداب و سرانی و کوه پتله گاه و کوه سنجربیک است.

## مسیر
آب این رودخانه پس از مشروب کردن مزارع روستاهای قلجق و فیروزه و محمد علی خان به نسبت ۳/۱ زمین‌های موسوم به سه یک آب شیروان و ۳/۲ بقیه زمین‌های روستاهای زیارت و منصوران را مشروب می‌سازد.

## ریزشگاه
این رودخانه در انتها به نام رودخانه چایلق از وسط شهر شیروان عبور می‌کند و به اترک می‌پیوندد.

## میزان آب
آب رودخانه قلجق نسبت به تمام رودخانه‌های محلی شیروان پر آب است و ماهی های رودخانه‌ای زیادی نیز دارد با توجه به میزان آب این رود مطالعاتی طولانی برای احداث سد انجام گرفته که مقدمات احداث آن در محلی بالاتر از روستای قلچق فراهم گردیده است.

## سد بارزو
سد بارزو در بالادست رودخانه قلچق ساخته شده است.